# ElectionMall Technologies
ElectionMall Technologies Inc. es una empresa multinacional de tecnología, de origen estadounidense creada en 1999.
En junio de 2010, En asociación con Microsoft, ElectionMall lanza Campaign Cloud, una plataforma construida con computación en la nube, que reúne aplicaciones para desarrollar campañas en línea.
ElectionMall tiene sede principal en Washington, Estados Unidos y cuenta con sedes en:
- Dublín, Irlanda
- Nueva Delhi, India
- Bogotá, Colombia
- Ciudad de México, México

## Historia
Fue fundada en 1999 En el primer año de vida, ElectionMall trabajó con el Comité Nacional Republicano para la campaña de George W. Bush. Además, Campaign Guru lanzó la página web oficial de ElectionMall, uno de los primer portales dedicado a la política en Estados Unidos en ese momento.
En 2002 recibió diversos galardones por parte de la Asociación Americana de Consultores Políticos. Luego, en 2003 ElectionMall fue relanzada a nivel internacional.
Durante 2004 y 2005, se lanzaron distintas herramientas como: voter toolbar, Audio Blogger, ElectionMall.tv, eGovMall.com, Blogger Identity Seal y Election Security Seal Program; además, el director Ejecutivo, Campaign Guru, recibió distintivos reconocimientos de The Washington Times y de Business Week.
En 2006 lanza Fundraising una herramienta para recauda dinero para las campañas bajo el cumplimiento de la ley a nivel federal, estatal y local.
Para 2007, ElectionMall.Com traslada su sede a Washington D. C., al mismo tiempo que desarrolló diversidad herramientas como: Converts DonationPages.com, permite a los votantes recaudar fondos para sus candidatos; Beta Social Network Website to Brand, para el manejo de datos y de redes sociales; Además, ElectionMall se basó en Ames Straw Poll para el uso de billetes electrónico y tecnología de mensajería de texto (SMS).
En el transcurso del año 2008, ElectionMall.Com participó en elecciones primarias en diferentes estados como Kansas y Iowa. Además de este evento, la vocera de ElectionMall, Antonella Barbara, participó en el programa American Idol. Para el mismo año, ElectionMall recibió de nuevo reconocimiento por parte de la Asociación Americana de Consultores Políticos en la Pollie Conferencia. Finalmente, para 2009, ElectionMall.Com inicia sus operaciones internacionales.
Por lo anterior, en 2010 ElectionMall trabajó en Colombia, en 2011 en Irlanda y en 2012 en México.